# Горицвіт волзький
Горицвіт волзький (Adonis wolgensis Steven) — рослина роду горицвіт родини жовтецеві.

## Морфологічна характеристика

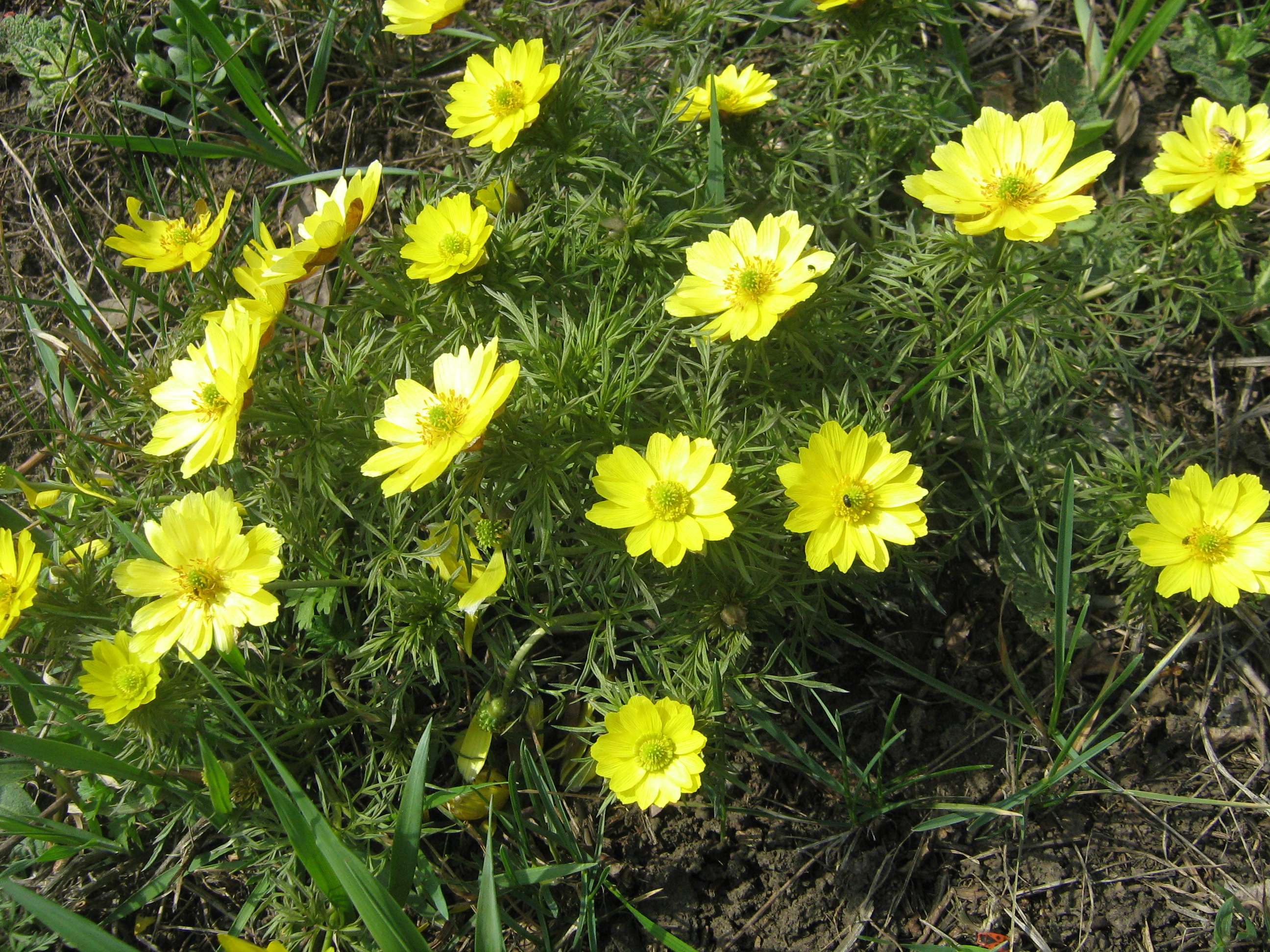
Горицвіт волзький

Криптофіт. Багаторічна трав'яниста рослина 10-30 см заввишки, коротко запушена, з товстим косогоризонтальним коротким кореневищем. Стебло розчепірено галузисте. Стеблові листки пірчасто розсічені на лінійно-ланцетні частки. Квіти поодинокі, на кінцях пагонів, лимонно-жовтуваті з 12-20 листочками оцвітини (1,2-2 см діаметром). Плід багатогорішок. Цвіте в березні-квітні. Плодоносить у травні. Розмножується насінням та вегетативно.

## Поширення
Охоплює територію між 25º і 86º сх. д.: у його європейській частині простягається між 39º і 52º пн. ш., в азійській між 48º і 55º пн. ш. На південь від суцільного ареалу є ізольовані місцезнаходження: Закавказзя, Північно-Східна Туреччина.

### Поширення в Україні
В Україні — степова зона, заходить у південну частину Лівобережного Лісостепу. За регіонами: Сумська, Кіровоградська, Дніпропетровська, Полтавська, Харківська, Донецька, Луганська, Одеська, Миколаївська, Херсонська, Запорізька області, АР Крим. Популяції з декількох сотень особин, зрідка трапляються суцільні зарості на площі 5-10 га. Середня щільність 2-3 особини на 1 м2, максимальна — до 40 особин на 1 м2.

### Умови місцезростання
Приурочений до угруповань справжніх, чагарникових, петрофітних степів. Іноді зростає на узліссях байрачних лісів. Ксерофіт.

## Загрози, охорона
Загрозами є розорювання степів, інтенсивний і неконтрольований випас худоби, заліснення степових схилів, заготівля на лікарську сировину, збирання.
Занесена до Червоної книги України, природоохоронний статус — неоцінений. Охороняють в Українському степовому, Луганському природних заповідниках, у Національному природному парку «Святі Гори», в регіональних ландшафтних парках — «Донецький кряж», «Клебан-Бик», «Зуївський» та ін. і в ряді заказників та пам'яток природи.
Також занесений до Червоних книг Вірменії, Казахстану, та Білгородської області, Воронезької області, Курганської області, Липецької області, Пензенської області, Самарської області, Саратовської області, Тюменської області і Ульяновської області, Чуваської республіки Росії.